# Insa Thiele-Eich
Insa Thiele-Eich est une scientifique et candidate astronaute allemande.

## Biographie
Thiele-Eich est diplômée du St.-Ursula-Gymnasium Brühl et a étudié la météorologie à l'université de Bonn. De 2014 à 2018, elle a été coordinatrice scientifique du centre de recherche collaborative TR 32, « Patterns in Soil-Vegetation-Atmosphere Systems: Monitoring, Modeling and Data Assimilation ». TR 32 concerne la recherche fondamentale pour améliorer les prévisions météorologiques et climatiques. Les travaux de Thiele-Eich se concentrent sur l'étude des processus d'échange, par exemple l'échange d'eau et d'énergie entre le sol, la végétation et l'atmosphère. Dans le même temps, elle a examiné les effets du réchauffement climatique sur le Bangladesh dans sa thèse de doctorat.

## Affectation possible en tant qu'astronaute
En 2017, avec le pilote de la Bundeswehr Nicola Baumann, Thiele-Eich a été sélectionnée parmi plus de 400 candidates comme l'une des deux finalistes de l'initiative à financement privé « Die Astronautin », qui veut faire d'une Allemande une astronaute pour la première fois,. Nicola Baumann s'est retirée du projet fin 2017. Suzanna Randall de Cologne l'a remplacée. L'une des deux femmes sera la première astronaute allemande à voler dans l'espace. L'objectif est un court séjour d'une dizaine de jours sur l'ISS. Le vol, qui coûte environ 50 millions d'euros, doit être financé par des dons ; en avril 2018, 68 590 € avaient été reçus,. D'août 2017 à novembre 2020, Thiele-Eich a suivi une formation spatiale de base théorique et pratique, qui a été au moins partiellement financée par un financement participatif. Entre autres choses, elle s'est entraînée sur des vols paraboliques et dans une centrifugeuse au centre d'entraînement des cosmonautes Youri-Gagarine de la Cité des étoiles près de Moscou et a obtenu une licence de pilote,,,. Thiele-Eich s'est également entraînée dans la grotte de la source de Mühlbach. 
La date du vol spatial de Thiele-Eich ou Randall a été initialement donnée comme « avant 2020 »,, puis, au fil du temps, les années 2020,, 2021 et 2022.

## Engagement politique
Thiele-Eich est impliquée dans l'initiative des électeurs de Königswinter (KöWI), qui a été fondée en 2009. Aux élections locales de 2020, elle était candidate suppléante pour la circonscription de Königswinter-Nord, Wohnpark et candidate sur la liste KöWI (24e place).

## Vie privée
Thiele-Eich est mariée et a trois enfants,. Son père est l'astronaute allemand de l'ESA Gerhard Thiele. Le 22 avril 2021, père et fille ont joué l'un contre l'autre dans l'émission de conseils « Qui sait quelque chose ? »